# Ernst Kloß

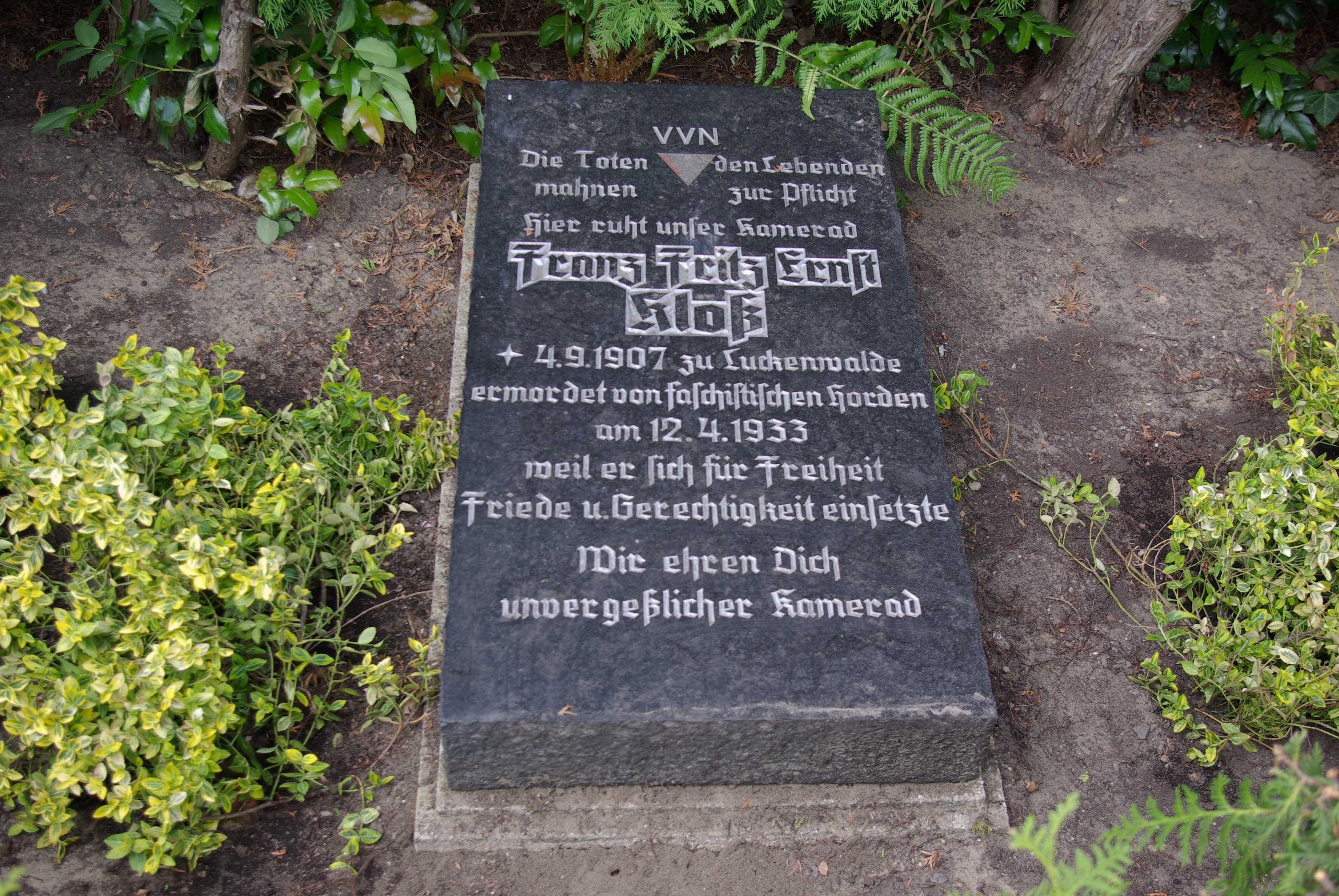
Gedenktafel auf dem Grab.

Franz-Fritz Ernst Kloß (* 4. September 1907; † 12. April 1933 in Luckenwalde) war ein Luckenwalder Box-Sportler und bekennender Antifaschist. Er starb am 12. April 1933 in Folge eines Attentates von SA-Männern. Er war das erste Opfer des Faschismus in Luckenwalde nach der Machtergreifung der Nationalsozialisten.

## Leben
Ernst Kloß wurde am 4. September 1907 geboren. Er wuchs bei seinen Eltern auf und ging im Rot-Sportverein dem Box-Sport nach. Er hatte sich im Zuge der Machtergreifung durch die Nationalsozialisten zum Antifaschismus bekannt. Zu seinem Beruf finden sich verschiedene Angaben. Offenbar war er Tischler, einige Quellen geben auch Böttcher an.

## Geschehnisse am 9. April 1933
Nach einer Filmveranstaltung am 9. April 1933 lauerten Ernst Kloß mehrere Nationalsozialisten auf, die sich zu einem größeren Treffen in der Stadt aufhielten. Sie begannen, den Sportler zu verprügeln und verbrachten ihn danach in ein Café im Zentrum der Stadt. Nach einer weiteren Prügelattacke wurde er auf seiner Flucht von SS-Männern angeschossen. Er konnte eine Polizeistreife erreichen, unter deren Augen er jedoch erneut beschossen wurde. Drei Tage später erlag er im Luckenwalder Krankenhaus seinen Verletzungen. Die Identitäten der Täter sind nicht ermittelt worden, die entsprechenden Untersuchungen wurden nach 18 Tagen eingestellt.

## Ehrung

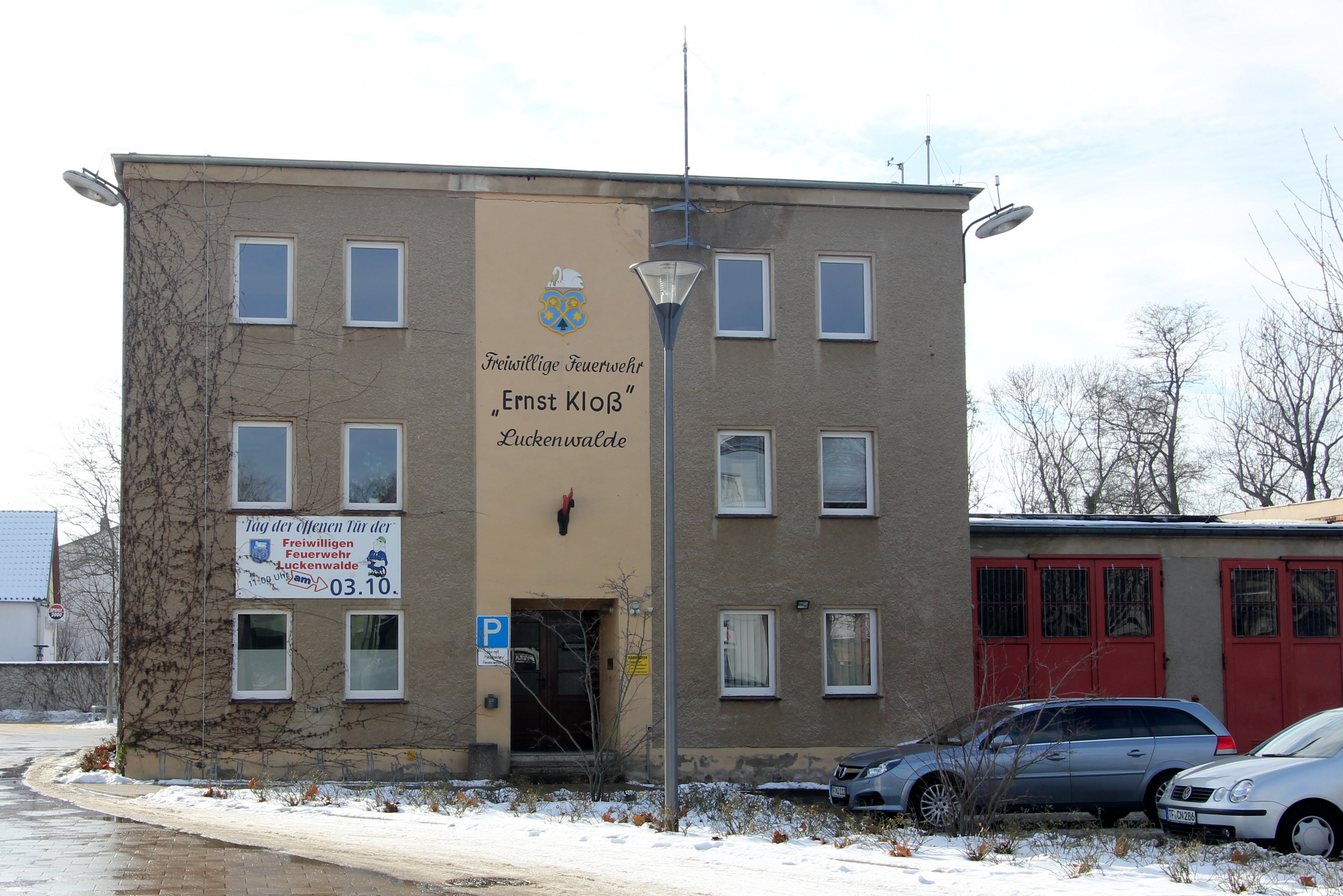
Die ehemalige Freiwillige Feuerwehr Luckenwalde trägt Ernst Kloß' Namen.

Die Stadt Luckenwalde und ihre Bürger halten sein Andenken an verschiedenen Stellen in Ehren. So ist neben dem Ernst-Kloß-Stadion auch die ehemalige Feuerwache der Freiwilligen Feuerwehr nach ihm benannt. Auf dem Friedhof vor dem Jüterboger Tor befindet sich sein Grab mit einer Gedenktafel. Auch am Eingang des Friedhofes ist eine Gedenktafel in die äußere Friedhofsmauer eingearbeitet. Es gab am Ort des Attentates (heute Parkstraße 73) eine ähnliche Gedenktafel, die aber mittlerweile entfernt oder bedeckt worden ist.